# (400222) 2007 DH20
(400222) 2007 DH20 es un asteroide perteneciente al cinturón de asteroides, descubierto el 17 de febrero de 2007 por el equipo del Spacewatch desde el Observatorio Nacional de Kitt Peak, Arizona, Estados Unidos.

## Designación y nombre
Designado provisionalmente como 2007 DH20.

## Características orbitales
2007 DH20 está situado a una distancia media del Sol de 3,103 ua, pudiendo alejarse hasta 3,471 ua y acercarse hasta 2,735 ua. Su excentricidad es 0,118 y la inclinación orbital 1,239 grados. Emplea 1997,05 días en completar una órbita alrededor del Sol.

## Características físicas
La magnitud absoluta de 2007 DH20 es 16,8.